# Black Knight (série télévisée)
Pour les articles homonymes, voir Black Knight (homonymie).
Black Knight, ou Délivrance exprès au Québec (hangeul : 택배기사 ; RR : Taekbaegisa ; litt. « Livreur ») est une série télévisée sud-coréenne en six épisodes d'environ 50 minutes créée par Cho Ui-seok et mise en ligne le 12 mai 2023 sur la plateforme Netflix,.
Il s'agit de l'adaptation du webtoon éponyme de Lee Yun-kyun, dont l'histoire dépeint un futur dystopique où la pollution atmosphérique a détruit la majeure partie du monde et a forcé les personnes encore en vie à dépendre des livreurs d'élite pour survivre.

## Synopsis
En 2071, une pollution atmosphérique extrême a transformé la majeure partie de la péninsule sud-coréenne en un terrain vague et exterminé tous les habitants, à l'exception de 1 % d'entre eux, qui vivent dans des quartiers séparés en fonction de leur statut social. Les habitants doivent porter des respirateurs et comptent sur les « Chevaliers », des livreurs spécialisés, pour leur fournir les produits dont ils ont besoin pour rester en vie — en particulier de l'oxygène frais. Un chevalier de réputation légendaire, appelé « 5-8 », rencontre le jeune Sa-Wol, qui souhaite devenir chevalier comme lui, et décide de l'entraîner afin qu'il puisse réaliser son rêve dans le monde sombre et dangereux dans lequel ils vivent.

## Distribution

### Acteurs principaux
- Kim Woo-bin (VF : Arthur Khong) : « 5-8 », chauffeur-livreur à la réputation légendaire.
- Song Seung-heon (VF : Jean-Philippe Pertuit) : Ryu Seok, riche héritier du groupe Cheonmyeong qui règne sur le monde avec l'oxygène comme arme.
- Kang Yoo-seok (VF : Aurélien Raynal) : Yoon Sa-wol, jeune réfugié qui envie « 5-8 » et rêve de suivre ses traces en devenant l'un des Chevaliers.
- Esom (en) (VF : Flora Brunier) : Jeong Seol-ah, officier de renseignement militaire du Defense Intelligence Command et sœur adoptive plus âgée de Sa-wol.

### Acteurs secondaires
- Lee Seong-Wook (VF : Loïc Houdré) : le directeur Oh
- Kim Eui-sung (VF : Michel Prud'homme) : Grand-père
- Jin Kyung (VF : Anne Massoteau) : Yoon Mi-sook, présidente de la république de Corée
- Nam Kyung-eup (VF : Gabriel Le Doze) : Ryoo Jae-jin
- Roh Yoon-seo (en) (VF : Léana Montana) : Jeong Seul-ah, sœur cadette de Seol-ah
- Lee Joo-seung (en) (VF : Maxime Hoareau) : Useless (Vaurien en VF), réfugié ami de Sa-wol
- Jung Eun-seong (VF : Baptiste Caillaud) : Dummy (Nigaud en VF), réfugié ami de Sa-wol.
- Lee Sang-jin (VF : Antoine Fleury) : Dumb-Dumb (Idiot en VF), réfugié ami de Sa-wol.

### Livreurs deCheonmyeong
- Lee E-dam (VF : Céline Legendre-Herda) : « 4-1 »
- Bae Yoo-ram : « 5-7 »
- Lee Soon-won : « 3-3 »
- Heo Hyeong-gyu : « 1-3 »
- Bae Myung-jin : « 2-4 »
- Yu In-hyuk : « 4-2 »
- Jang Mi-gwan : « 5-2 »
- Yoo Hyuk-jae : « 8-9 »
- Yang Jeong-doo : « 8-2 »
- Han Sang-gil : « 7-3 »
- Zo Zee-an : « 6-3 »

## Production

### Attribution des rôles
Le 12 janvier 2022, Netflix annonce l'engagement de Kim Woo-bin, Esom et Kang Yoo-seok pour interpréter « 5-8 », Seol-ah et Sa-wol dans la série de science-fiction Black Knight, réalisée par Cho Ui-seok. Quelques jours plus tard, Kim Eui-sung se joint à la série. En février, Song Seung-heon la rejoint pour le rôle de Ryu Seok, puissant héritier du groupe Cheonmyeong.

### Tournage

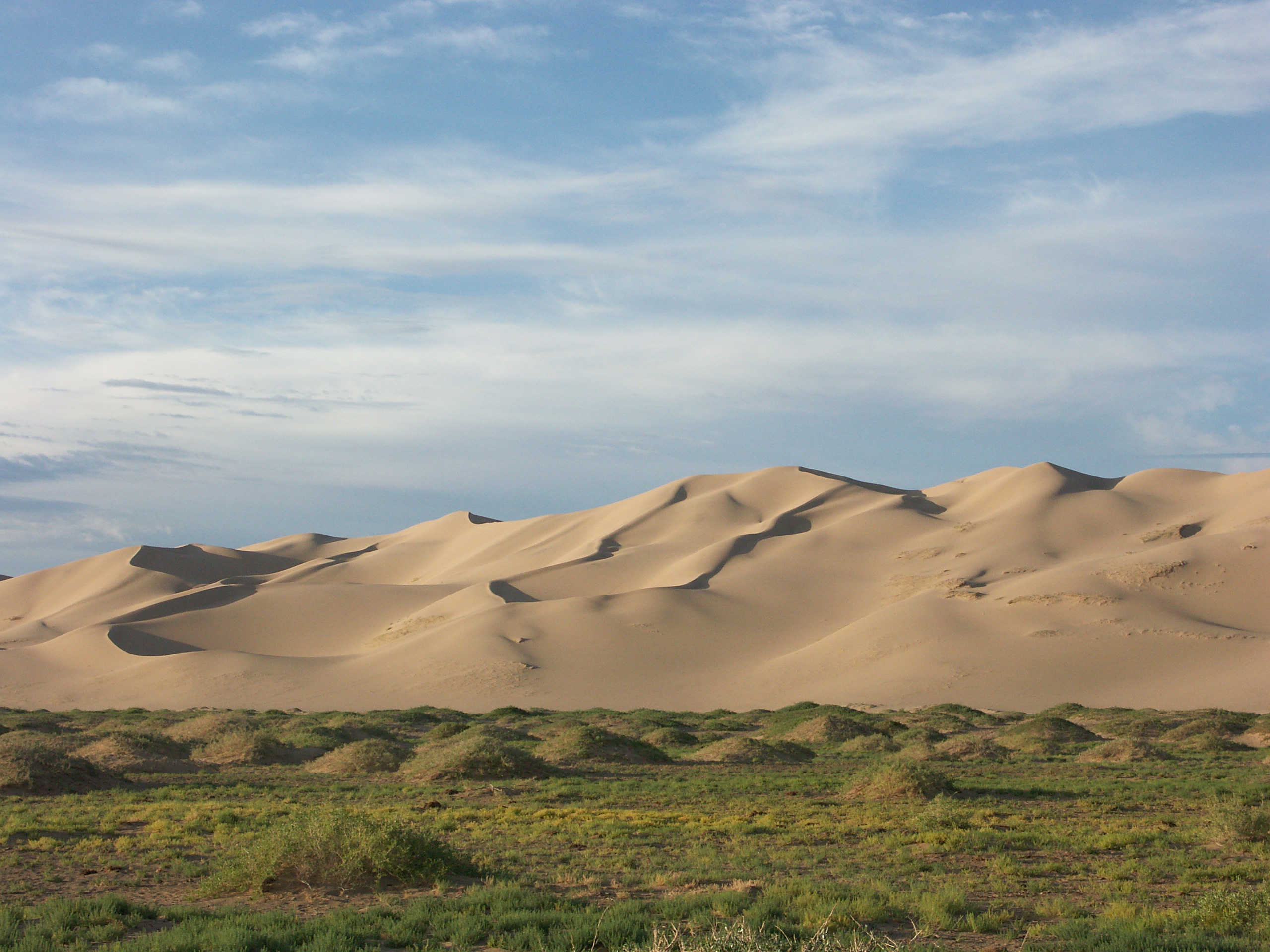
Les dunes de Khongoryn Els dans le désert de Gobi.

Le tournage commence en mars 2022 en Mongolie, dans l'aïmag d'Ömnögovi du désert de Gobi et le Khongoryn Els (en), du parc national de Gobi Gurvansaikhan. Il a également lieu à Bulgan, dans la province du même nom. Il s'achève en mai suivant.

### Fiche technique
- Titre original : 택배기사
- Titre français : Black Knight
- Titre québécois : Délivrance exprès
- Création : Cho Ui-seok
- Réalisation et scénario : Cho Ui-seok
- Musique : Primary
- Société de production : Project 318
- Société de distribution : Netflix
- Budget : 25 milliards de wons[11]
- Pays de production :  Corée du Sud
- Langue originale : coréen
- Format : couleur — 4K (Ultra-HD) — son Dolby Digital
- Genre : science-fiction dystopique
- Nombre de saison : 1
- Nombre d'épisode : 6
- Durée : 47 à 52 minutes
- Dates de première diffusion : 12 mai 2023 (Netflix)

## Épisodes
La série télévisée compte six épisodes sans titre.